# Sergio Galarza
Sergio Daniel Galarza (La Paz, 25 augustus 1975) is een Boliviaans voetballer, die speelt als doelman. Hij is de oudste zoon van trainer-coach en oud-doelman Luis Galarza, die basisspeler was bij het toernooi om de Copa América 1989 in Brazilië.

## Clubcarrière
Galarza begon zijn professionele loopbaan in 1983 bij Club Metalsan en kwam daarnaast uit voor de Boliviaanse clubs Club Real Santa Cruz, Club Blooming, Club Bolívar, Club Jorge Wilstermann, Oriente Petrolero en Guabirá. Sinds 2013 staat hij onder contract bij Sport Boys Warnes.

## Interlandcarrière
Galarza speelde 28 interlands voor Bolivia. Onder leiding van bondscoach en oud-international Carlos Aragonés maakte hij zijn debuut op donderdag 15 juni 2000 in de Kirin Cup-wedstrijd tegen Slowakije (2-0) in Tosu. Galarza nam met zijn vaderland viermaal deel aan de strijd om de Copa América: 1999, 2004, 2007 en 2011.